# Wattenscheid
Wattenscheid is een Stadtbezirk in het westen van de gemeente Bochum in Noordrijn-Westfalen.

## Geschiedenis
De stad werd voor het eerst genoemd in het grondboek van de abdij van Werden in 890.
In 1417 hoorde het stadsgebied tot de graafschap Mark en werd door Adolf IV van Kleef-Mark tot Freiheit verheven met speciale rechten. In 1554 trad Wattenscheid toe tot de Hanze.
Van 1926 tot 1974 was Wattenscheid een kreisfreie Stadt. In 1975 werd de stad samengevoegd met de gemeente Bochum.

## Kolenmijnen
Zoals in de meeste steden in het Ruhrgebied waren er vanaf ongeveer 1875 tot 1960 vele kolenmijnen in deze plaats. De belangrijkste Zechen waren: kolenmijn Holland, Centrum, Fröhliche Morgensonne, Engelsburg,
Vereinigte Maria Anna Steinbank en kolenmijn Hannover.

## Verkeer
Wattenscheid ligt aan de A40 en heeft een station aan de spoorlijn Mülheim-Styrum - Bochum.

## Geboren
- Günter Nehm (1926–2009), dichter
- Klaus Rinke (1939), beeldend kunstenaar
- Mark Waschke (1972), acteur
- Patrick Joswig (1975), acteur
- Niko Bungert (1986), voetballer

## Afbeeldingen

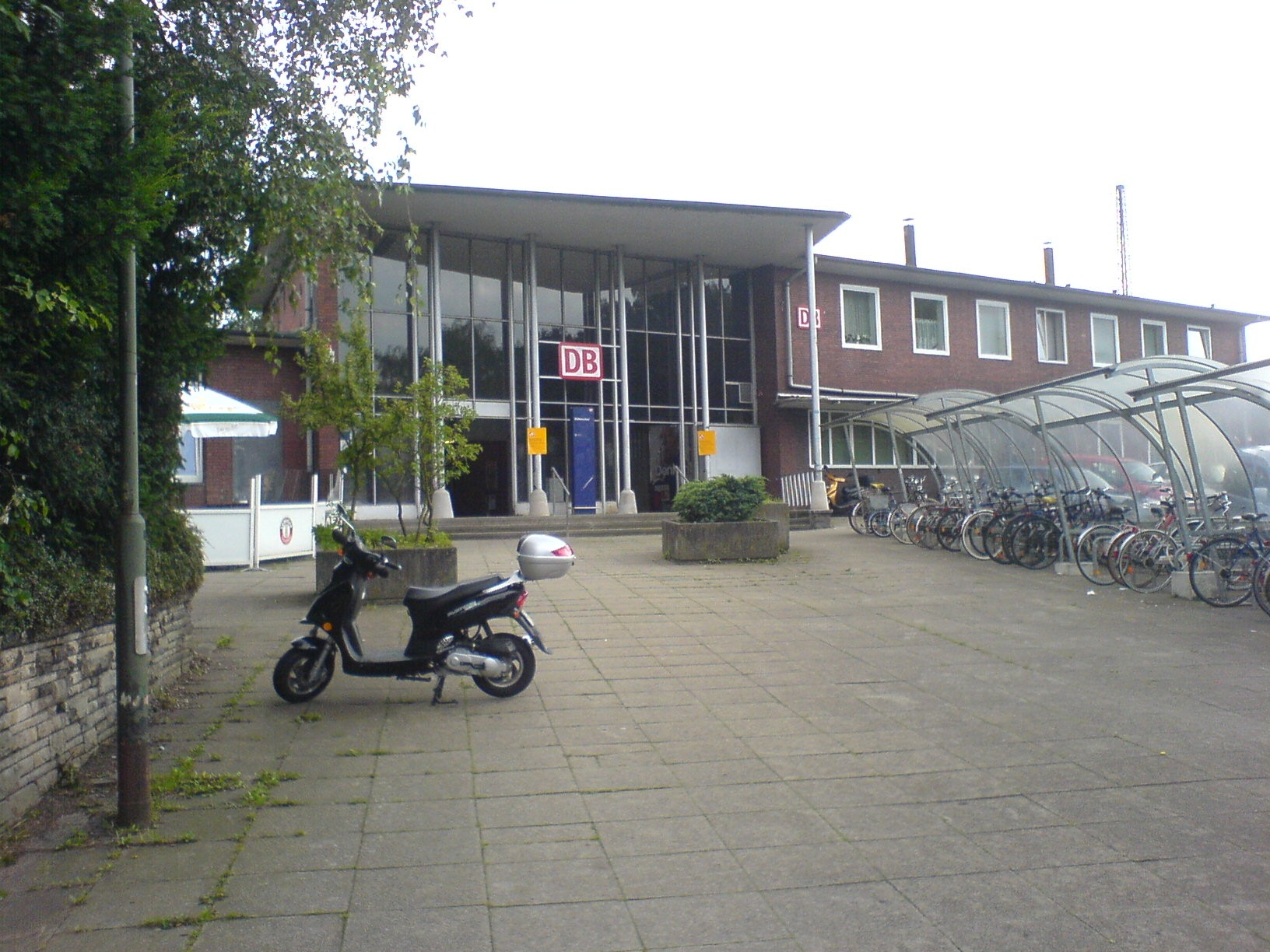
Station Wattenscheid
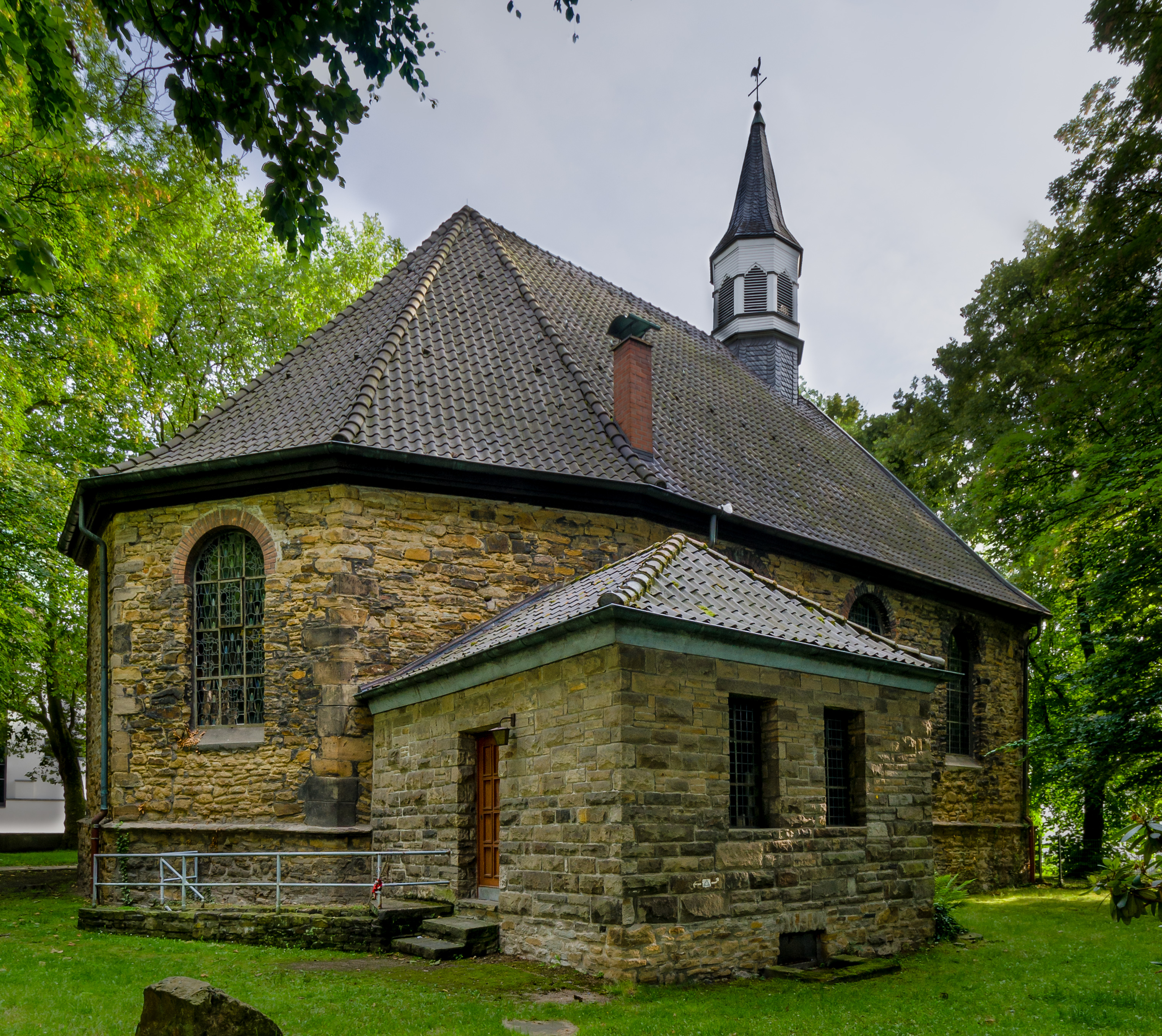
Evangelische kerk
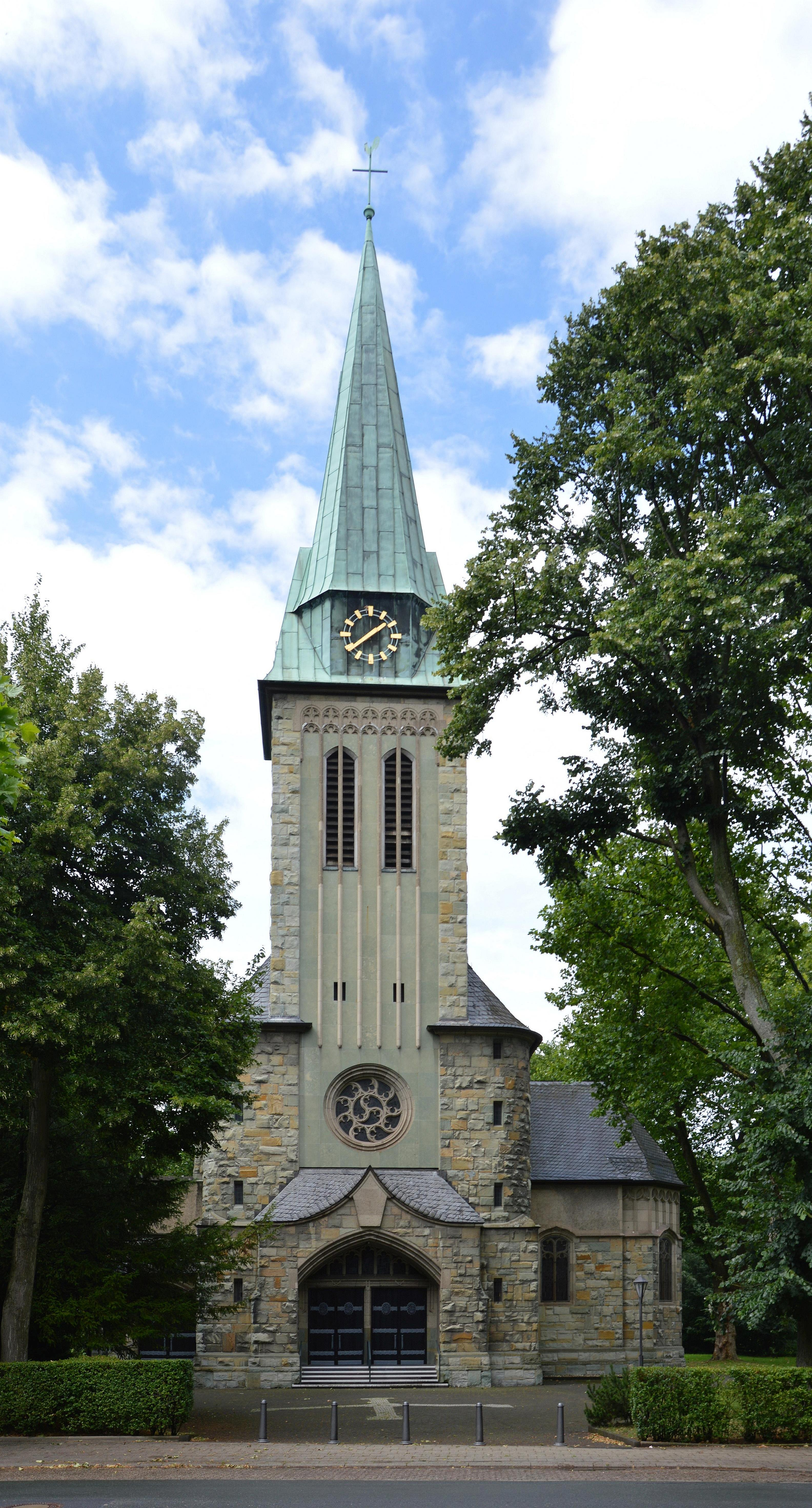
Johannes de Doperkerk
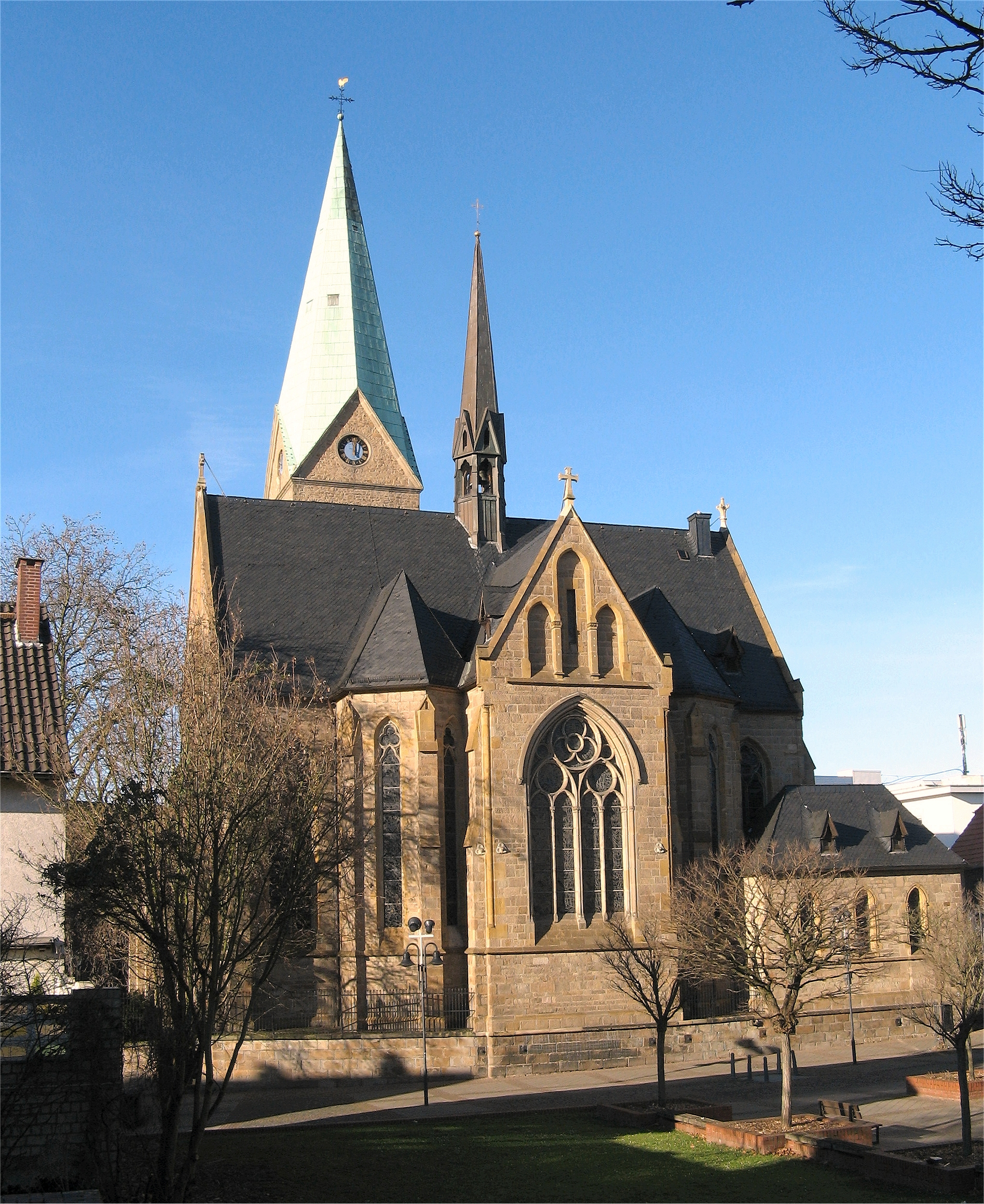
Sint-Gertrudiskerk
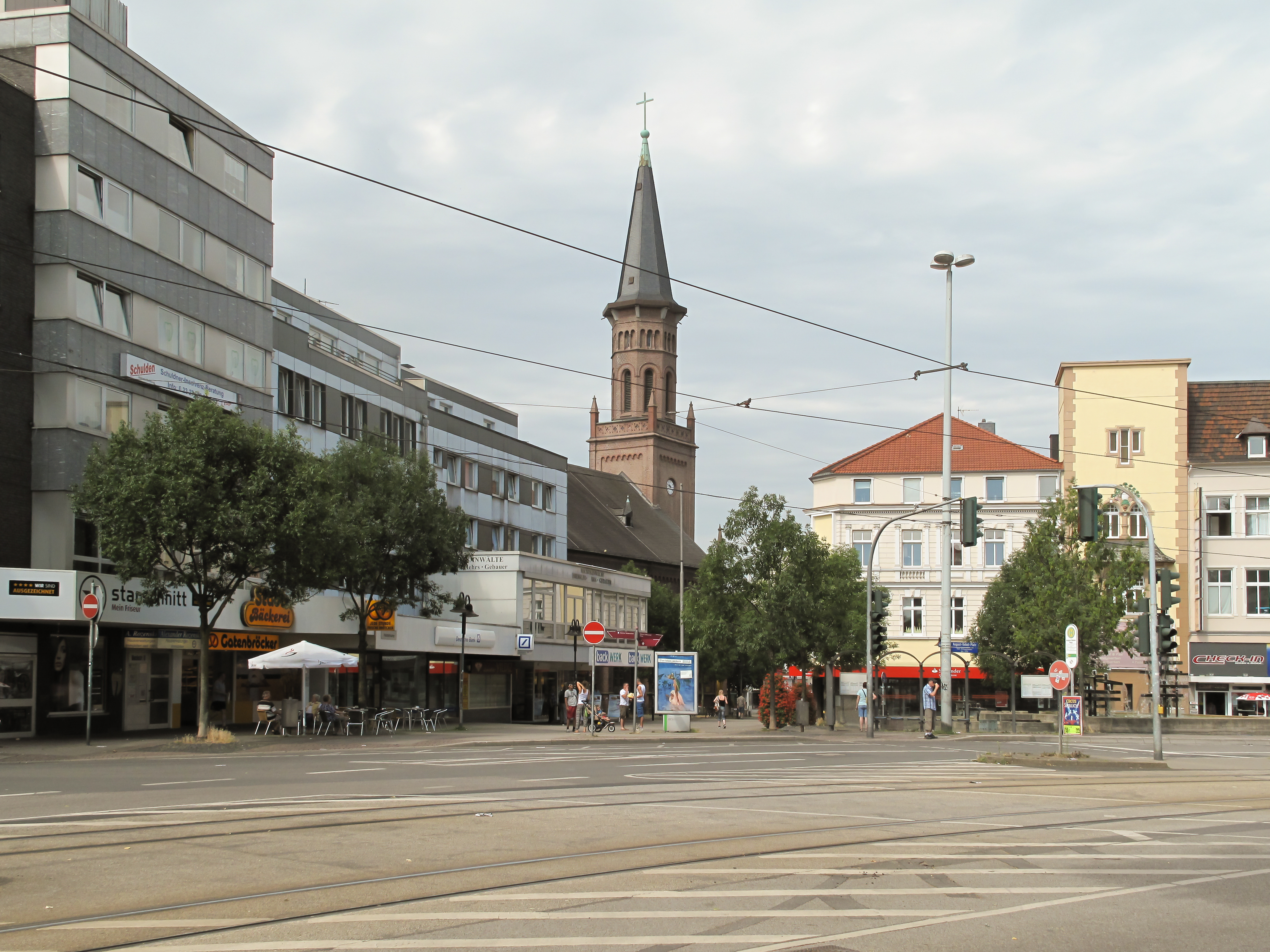
De Bahnhofstrasse met kerk (Friedenskirche)
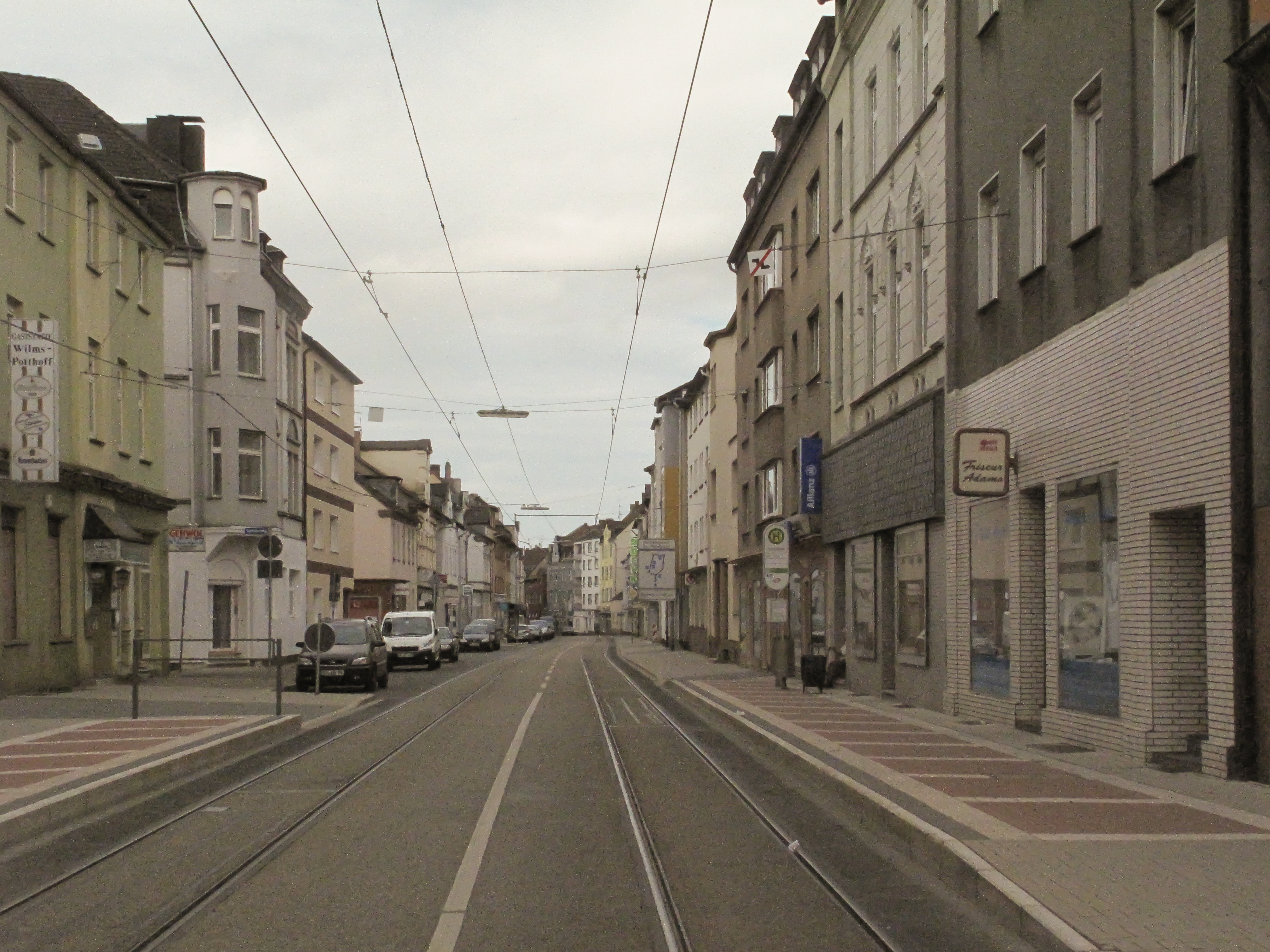
De Hochstrasse
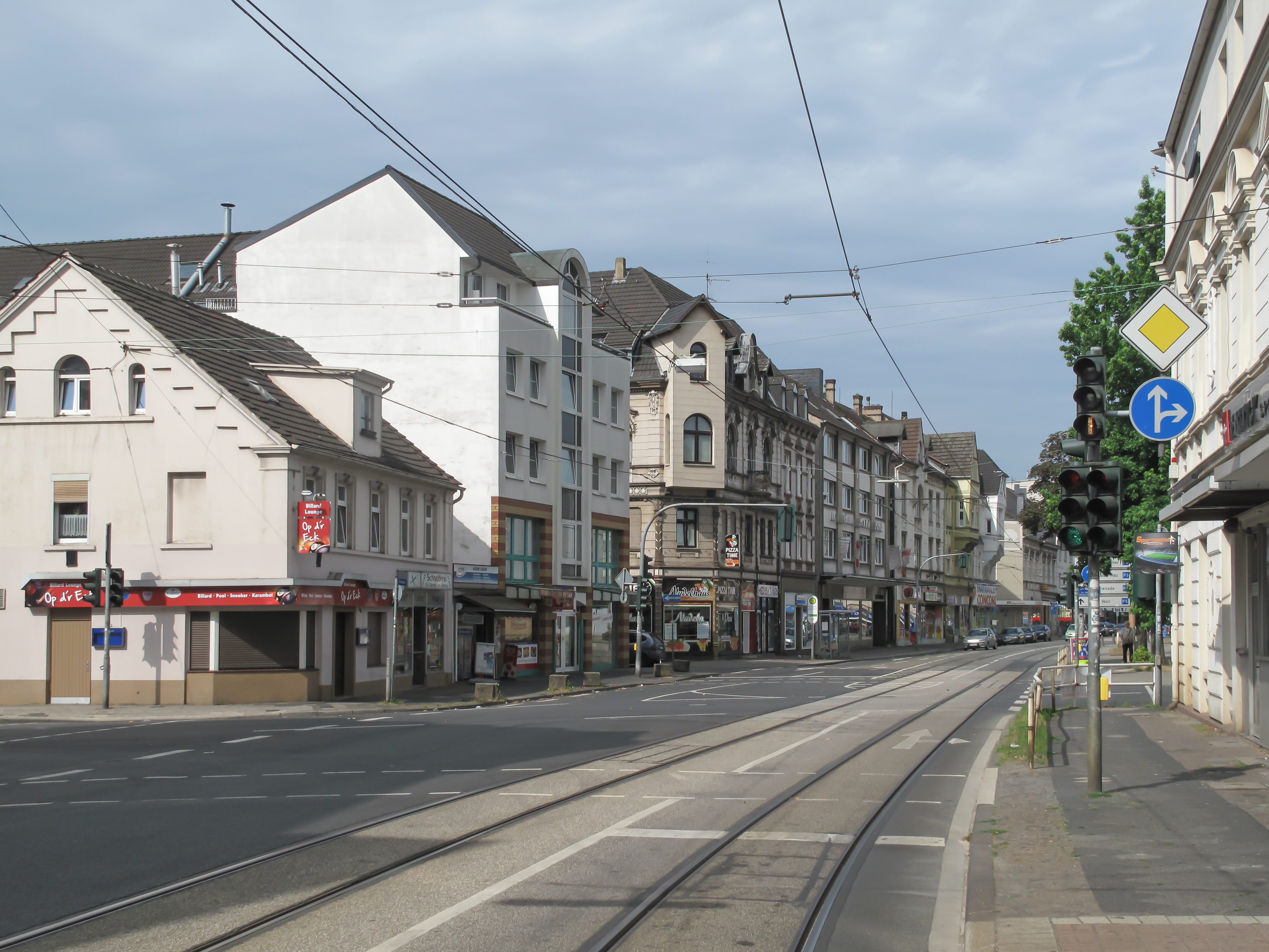
Straatzicht
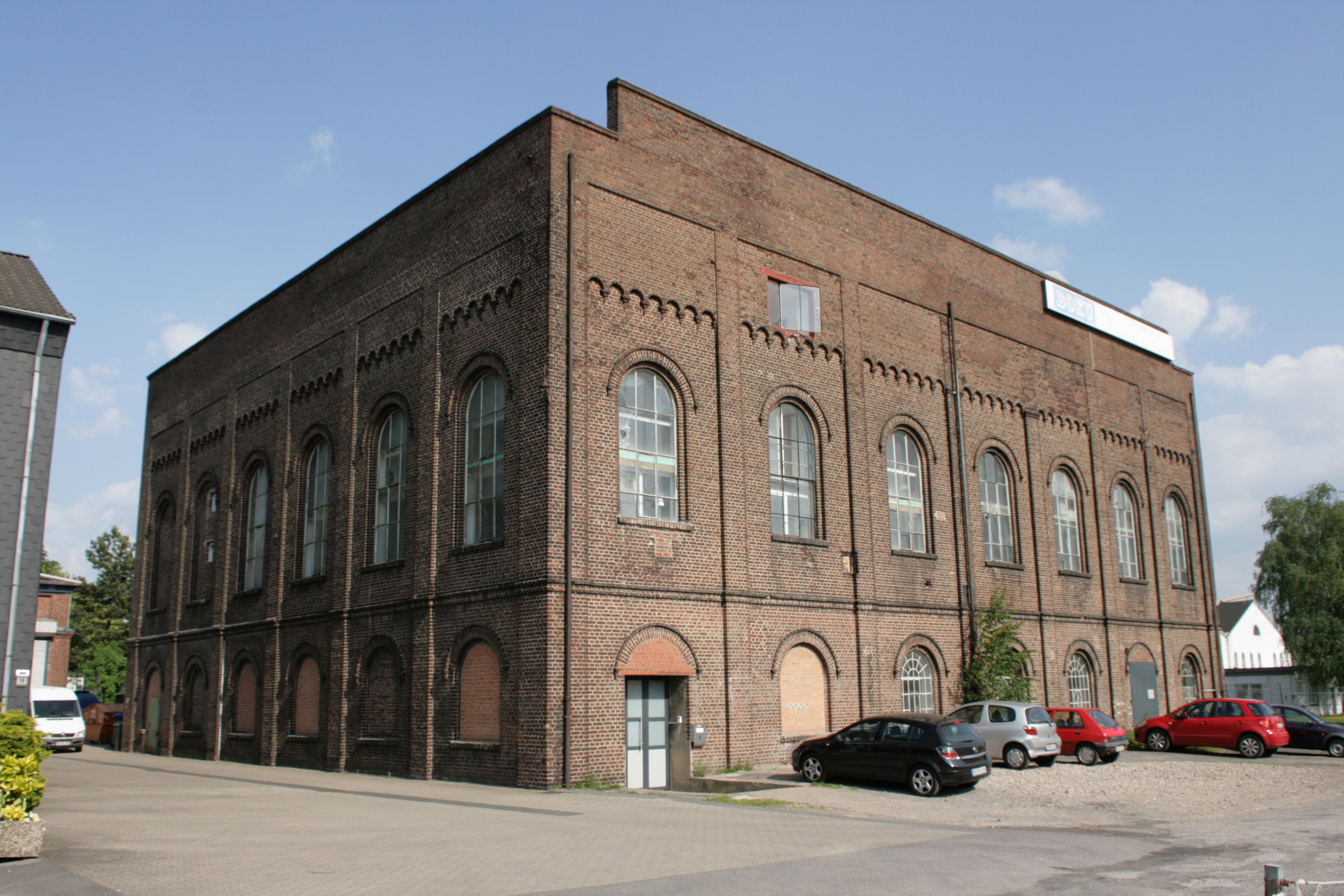
Gebouw van de kolenmijn Fröhliche Morgensonne